# Албанцы в Австрии
Албанцы в Австрии (нем. Albaner in Österreich; алб. Shqiptarët në Austri) — это албанские мигранты в Австрии и их потомки. По большей части они ведут своё происхождение из Косово, Северной Македонии и других албаноязычных территорий на Балканском полуострове. В Австрии насчитывается до 80 000 албанцев.

## История
В конце XIV века османские войска впервые достигли албанских поселений. 2 марта 1444 года албанский князь Георгий Кастриоти, прозванный Скандербегом, основал Лежскую лигу. Этот оборонительный союз нанёс несколько крупных поражений Османской империи и сдерживал дальнейшую экспансию исламской монархии в течение 35 лет. Военные успехи Скандербега ещё при жизни сделали его Athleta Christi, символом защиты христианства. После смерти Скандербега, в 1479 году, пала последняя албанская крепость, Шкодер. Албания попала под более 400-летнее турецкое владычество. Однако народное сопротивление продолжалось: вплоть до независимости Албании в 1912 году, произошло 34 крупных восстания против Османов. Часто финансовую и военную помощь мятежникам предоставляла Австрия.
Джорджо Баста происходил из албанской знатной семьи и был главнокомандующим императорской армией Габсбургов во время Долгой Турецкой войны. Эрцгерцог Фердинанд II, сын австрийского императора Фердинанда I, считал себя преемником Скандербега. Помимо этого Габсбурги успешно сражались в Турецких войнах против Османов. Эрцгерцог также купил шлем и меч Скандербега, которые до сих пор находятся в Вене. Великая Турецкая война, в которой участвовали албанские повстанцы, закончилась поражением Османов. Эта победа стала началом возвышения Австрии и становлением великой державой, а также ознаменовала начало военного упадка в Османской империи.
С 15 декабря 2010 года граждане Албании могут въезжать в Австрию без визы в туристических или рабочих целях на срок до 90 дней, раз в полугодие. Обязательным условием является то, что они путешествуют с биометрическим паспортом. Пограничные органы могут потребовать от граждан Албании представить доказательства финансирования их пребывания, путевых расходов и цели поездки. Прошения на предоставления убежища варьируются с 68 (2009 год) до 17 (2010 и 2011 годы) за год. Более десяти положительных решений о предоставлении убежища в год было вынесено только дважды за этот период, последний раз в 2010 году. Наблюдается явный рост числа отрицательных решений о предоставлении убежища: с 2008 года (23) по 2010 год (86) число отрицательных решений о предоставлении убежища увеличилось почти в четыре раза. В 2011 году их было 76. В том же году четыре человека получили дополнительные защиту.
В 2017 году в Австрии насчитывалось 24 445 косовских граждан и 31 809 косовцев, родившихся в Косово. Число албанцев из Республики Македония оценивается примерно в 2 000 человек. В том же году проживало 2 378 человек албанской национальности и 3861 человек родившихся в Албании.

## Демография

### Население
Распределение албанцев с гражданством Албании и Косово в Австрии по состоянию на 1 января 2019 года:
| Земли Федеральная земля | Граждане Албании 2018 | Граждане Косово 2018 |
| ----------------------- | --------------------- | -------------------- |
| Бургенланд              | 40                    | 381                  |
| Каринтия                | 98                    | 850                  |
| Нижняя Австрия          | 347                   | 4 002                |
| Верхняя Австрия         | 350                   | 6 785                |
| Зальцбург               | 107                   | 1 998                |
| Штирия                  | 376                   | 3 635                |
| Тироль                  | 89                    | 606                  |
| Форарльберг             | 38                    | 512                  |
| Вена                    | 1 307                 | 6 780                |
| Австрия                 | 2 752                 | 25 549               |

Распределение албанцев с родившихся в Албании и Косово в Австрии по состоянию на 1 января 2019 года:
| Земли Федеральная земля | Граждане Албании 2018 | Граждане Косово 2018 |
| ----------------------- | --------------------- | -------------------- |
| Бургенланд              | 81                    | 616                  |
| Каринтия                | 197                   | 1 272                |
| Нижняя Австрия          | 641                   | 5 901                |
| Верхняя Австрия         | 506                   | 8 150                |
| Зальцбург               | 190                   | 2 026                |
| Штирия                  | 650                   | 4 193                |
| Тироль                  | 153                   | 707                  |
| Форарльберг             | 79                    | 697                  |
| Вена                    | 1 911                 | 9 142                |
| Австрия                 | 4 390                 | 32 704               |